# Paul Knuth
Paul Erich Otto Wilhelm Knuth, född den 20 november 1854 i Greifswald, död den 30 oktober 1899 i Kiel, var en tysk botaniker.
Auktorsnamnet Knuth kan användas för Paul Knuth i samband med ett vetenskapligt namn inom botaniken; se Wikipediaartiklar som länkar till auktorsnamnet.